# БТР-70
БТР-70 — советский бронетранспортёр — боевая колёсная плавающая бронемашина для транспортировки личного состава мотострелковых подразделений и их огневой поддержки, в том числе и в условиях применения оружия массового поражения.
Боевая машина БТР-70 представляет собой плавающую, с круговым бронированием, восьмиколёсную с независимой подвеской, полноприводную машину, способную следовать за танками, с ходу преодолевать окопы, траншеи и водные преграды.
Вооружение состоит из пулемёта КПВТ калибра 14,5 мм и пулемёта ПКТ калибра 7,62 мм.

## История создания
В целях повышения общих боевых и эксплуатационных параметров БТР-60 в конструкторском бюро Горьковского автомобильного завода на базе БТР-60ПБ был разработан новый бронетранспортёр. Работы велись под руководством главного конструктора И. С. Мухина. 21 августа 1971 года приказом Министерства обороны СССР № 0141 машина была принята на вооружение под обозначением БТР-70.

## Серийное производство
С 1976 года было развёрнуто серийное производство. Первоначально БМ выпускалась на Горьковском автомобильном заводе. С 1981 года производство было перенесено на Арзамасский завод автомобильных запчастей. Первая машина была выпущена 23 февраля 1981 года.

## Описание конструкции

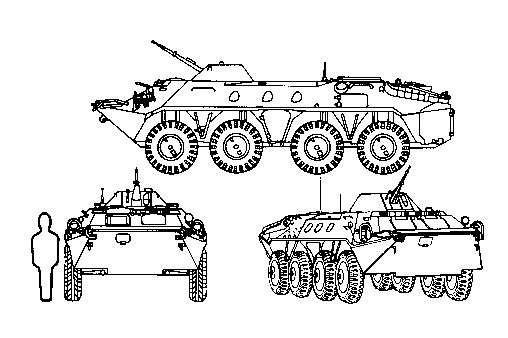
2 вида и рисунок БТР-70

Размещение экипажа и десанта внутри защищённого пространства: 1 — командир, 2 — водитель, 3 — пулемётчик, 4 — стрелки

БТР-70 представляет собой плавающую боевую бронированную колёсную машину и предназначен для транспортирования и огневой поддержки мотострелковых подразделений.

### Броневой корпус и башня
Корпус бронетранспортёра полностью герметичен, состоит из трёх отделений, сделан из стальных броневых листов и является несущей конструкцией, на которой установлены все агрегаты и механизмы машины.

#### Силовое отделение
В корме корпуса расположено отделение силовой установки, в которой установлены два двигателя, сцепление и коробка передач, которые смонтированы на одной раме. От остальных частей корпуса силовое отделение отгорожено перегородкой, в которой имеются люки для доступа к двигателям. Также в силовом отделении располагаются топливные баки, которые изолированы от остальных элементов отделения.

#### Боевое отделение
В средней части корпуса располагается боевое отделение, в котором размещена башенная установка, укладки с боекомплектом, приборы наблюдения и другое оборудование. Кроме того, в боевом отделении установлены два сдвоенных трёхместных и два одноместных сидения для размещения десанта.

#### Отделение управления
В передней части корпуса находится отделение управления, в котором расположены органы управления машиной, приборы наблюдения, лебёдка, радиостанция и рабочие места механика-водителя и командира.

### Вооружение
В качестве основного вооружения используется 14,5-мм пулемёт КПВТ, наибольшая прицельная дальность стрельбы — 2 км. Возимый боекомплект составляет 500 патронов.
Дополнительно в башенной установке установлен спаренный с КПВТ 7,62-мм пулемёт ПКТ, дальность стрельбы которого составляет до 1,5 км. Возимый боекомплект — 2000 патронов.

### Средства наблюдения и связи
В состав приборов наблюдения командира входят три прибора ТНПО-115 и один ТПКУ-2Б, для наблюдения в ночных условиях имеется ТКН-1С, на щитке которого установлен осветитель ОУ-3ГА-2М. У водителя установлены три ТНПО-115, а также имеется один ТПН-Б, для наблюдениях в ночных условиях установлен прибор ТВНО-2Б. В башенной установке находится прицел ПП-61АМ, а также прибор наблюдения ТНПТ-1. У десанта имеется семь лючков в корпусе для наблюдения, а также два прибора наблюдения ТНП-Б.
Для обеспечения внешней связи используется радиостанция Р-123МТ, которая размещена справа от места командира. Для внутренних переговоров используется переговорное устройство на трёх абонентов Р-124.

### Двигатель и трансмиссия
В качестве силовой установки используются два карбюраторных двигателя ЗМЗ-4905 семейства ЗМЗ-53, суммарная мощность которых составляет 240 л. с.
Трансмиссия имеет постояннозамкнутое, демпферное сцепление. Коробка передач — механическая, имеет четыре передних и одну заднюю передачу. На третьей и четвёртой передачах имеются синхронизаторы.

### Ходовая часть
Ходовая часть колёсная, имеет 8 колёс размером 9—18" с разъёмными ободами. Шины колёс пневматические модификации К-58, размером 13,00—18", с возможностью регулирования давления в зависимости от дорожных условий.
Подвеска машины независимая рычажно-торсионная, в состав которой входят 8 торсионов, 16 рычагов подвески, а также 12 гидравлических амортизаторов двойного действия.

### Водомётный движитель
БТР-70 плавающий и на нём установлен реактивный гидравлический водомёт, реактивная тяга которого создается водяным винтом по принципу обычных гребных винтов морских и речных судов. Скорость на плаву 10 - 12 км/час, запас хода на 12 часов.

## Модификации

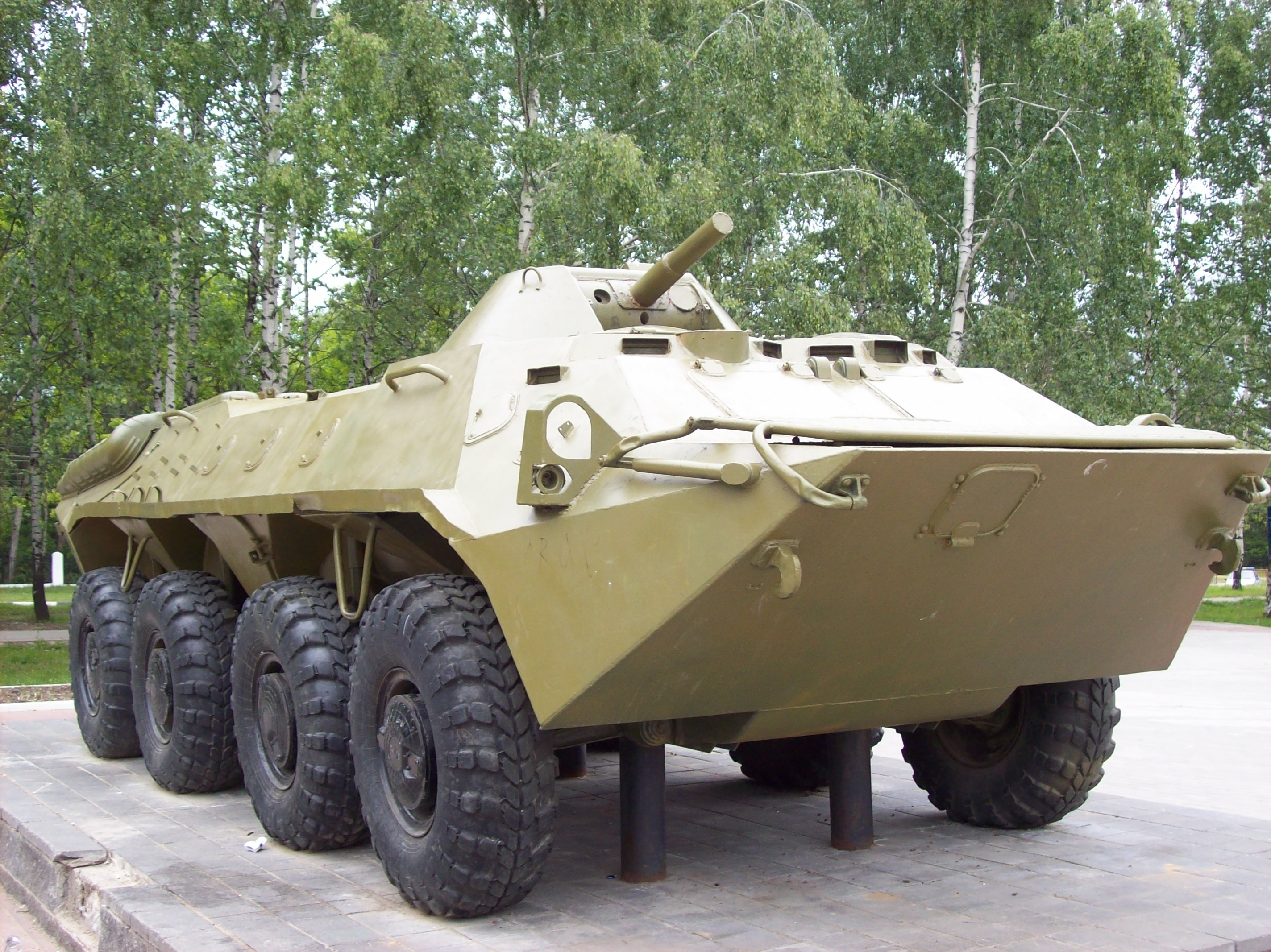
Мемориал Великой Отечественной войны на проспекте Гагарина в Нижнем Новгороде

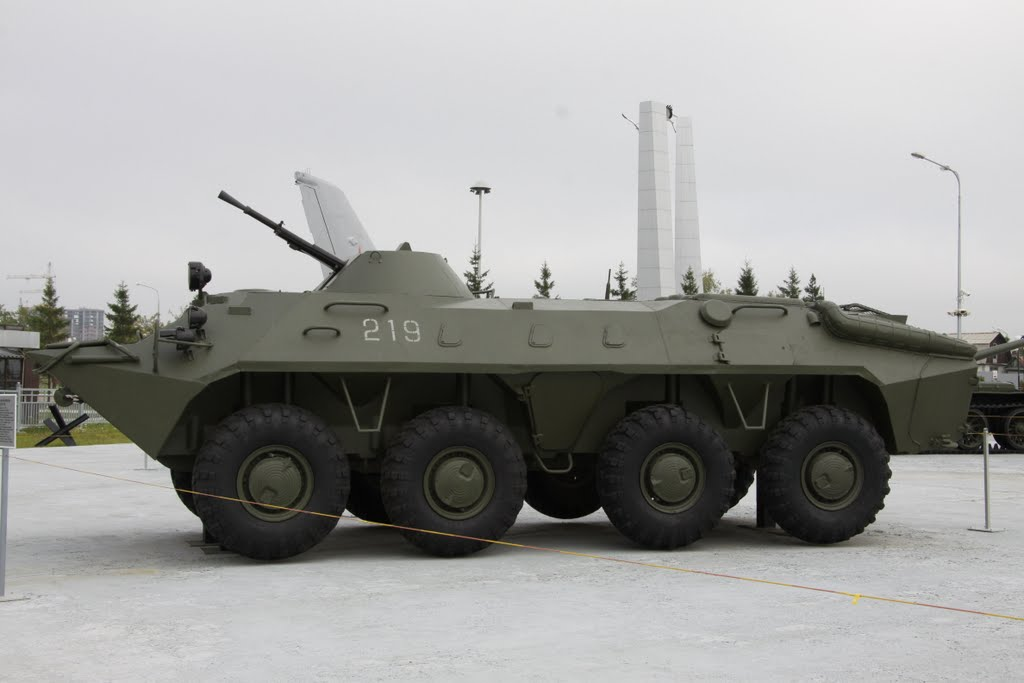
БТР-70 в Музее военной техники «Боевая слава Урала», г. Верхняя Пышма.

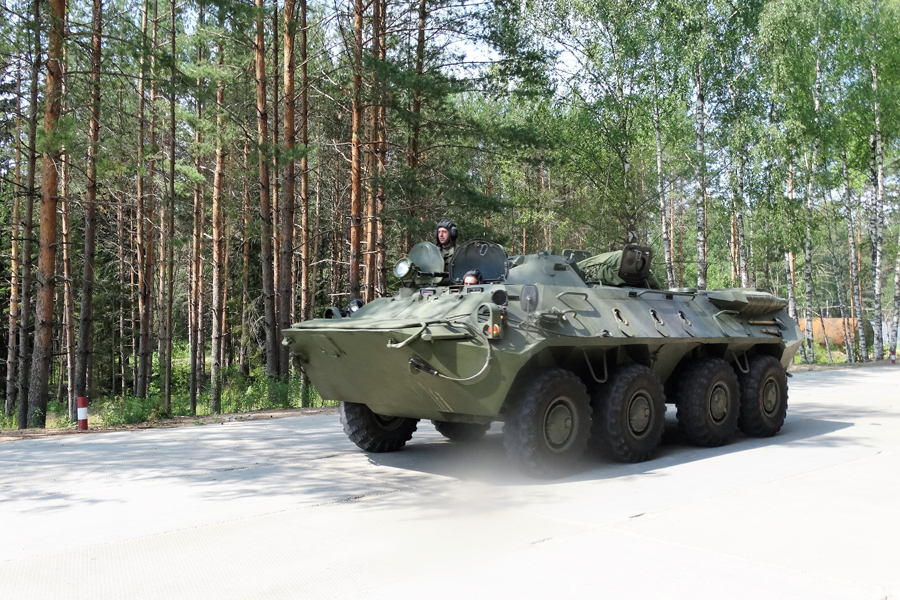
БТР-70М 54-й гвардейской ракетной дивизии на финальном этапе конкурса РВСН «Стратегическое многоборье».

- БТР-70КШМ — командно-штабная машина
- БТР-70МС — машина радиосвязи. Отсутствует башня, установлены дополнительные радиостанции.
- БТР-70М — модернизированный вариант БТР-70. Установлен дизельный двигатель КамАЗ-7403 мощностью 260 л. с., вместо двух бензиновых двигателей, а также агрегаты трансмиссии от БТР-80.
- БТР-70РЗ — модификация по спецзаказу для ликвидации аварии на ЧАЭС (изготовлено 26 машин). Коэффициент радиационной защиты был увеличен до 10.[12]
- ТАВ-77 — румынская модификация.
- БТР-70М — украинская модификация. Модернизация проводилась Харьковским конструкторским бюро машиностроения им. А. А. Морозова в рамках государственного оборонного заказа для оснащения миротворческих подразделений вооружённых сил Украины. Вместо двух бензиновых двигателей установлен многотопливный дизельный двигатель УТД-20 от БМП-1. Вооружение — 14,5-мм крупнокалиберный пулемёт КПВТ и 7,62-мм спаренный пулемёт ПКТ. Боковые люки — по типу БТР-80.[13]
- БТР-70 «Гром» — украинская модернизация, производимая Харьковским конструкторским бюро машиностроения имени А. А. Морозова. Установлены дизельный двигатель УТД-20 и боевой модуль «Гром»
- БТР-70 КБА-2 — украинская модернизация, производимая Харьковским конструкторским бюро машиностроения имени А. А. Морозова. Установлены дизельный двигатель УТД-20 и 30-мм пушка КБА-2 вместо пулемета КПВТ. Боковые люки — по типу БТР-80[14]
- БТР-70Т — украинская модернизация. Установлены новые боковые люки десанта, как у БТР-80, радиостанция Р-173, два новых дизельных двигателя Д245.30Е2 суммарной мощностью 312 л. с., передние и задние габаритные фонари БТР-80, новые колёса с бескамерными шинами.[15]
- БТР-70ДИ (БТР-7) — украинская модернизация, производимая Николаевским бронетанковым ремонтным заводом. На машине установлены: комплекс активной защиты «Заслон», телевизионный, комбинированный дневной и ночной прицел с лазерным дальномером и система панорамного обзора «Панорама», автоматическая система пожаротушения, кондиционер, два дизельных двигателя FPT «Iveco» Тектор (ЕВРО-3), механическая шестиступенчатая коробка передач. Усилена противоминная защита, 3А и 3В по классификации НАТО. Модернизировано боевое отделение, установлены 30-мм автоматический гранатомёт АГС-17, ПТРК «Барьер» (4 ПТУР). Может устанавливаться 30-мм автоматическая пушка ЗТМ-2 и оснащаться беспилотным летательным аппаратом, способным проводить разведку в радиусе около 20 км.[16]
- БТР-70М-А1 — белорусская модификация. Установлены два дизельных двигателя мощностью 136 л. с., с электронным управлением. Предусмотрена установка боевого модуля БМ-30 вместо стандартной башни и кондиционера мощностью 10 кВт.
- БТР-70МБ1 — белорусская модификация разработки ОАО «140-й ремонтный завод».
- Кобра-К — модификация, разработанная в 2001—2002 годах белорусским 140-м ремонтным заводом, установлен боевой модуль "Cobra" с 30-мм автоматической пушкой 2А42
- БТР-70М — азербайджанская модификация, совместная разработка Бакинского приборостроительного завода, Николаевского ремонтно-механического завода и южноафриканской компании EWT. Установлен боевой модуль «Шимшек», оснащённый 23-мм автоматической пушкой ЗУ-23 или 30-мм 2А42. Усилено противоминное и противоосколочное бронирование.
- БТР-70МД — казахстанская модификация
- БТР-70СИ — казахская модификация представленная на Kadex-2018.
- BTR Shareef-3 - суданская модернизация БТР-70, включающая в себя установку двигателей КАМАЗ-7403 и башни от БМП-1.

## Машины на базе
- «Отсек» — советская экспериментальная 120-мм САУ
- 2С14 «Жало-С» — советская экспериментальная 85-мм противотанковая САУ.
- 1Л29 «Ртуть-Б» — станция помех радиовзрывателям СПР-2.
- 15Я56М — машина боевого поста (МБП), применяемая в РВСН[17].
- БТР-70ДИ-02 «Свитязь» — украинская командно-штабная машина, производимая ГП «Николаевский бронетанковый завод»
- БММ «Ковчег» — украинская бронированная медицинская машина на базе БТР-70ДИ
- БРЭМ-7К — украинская бронированная ремонтно-эвакуационная машина на базе БТР-70ДИ. Данных о выпуске нет.
- К-1450 — украинская командно-штабная машина, модернизированный вариант БТР-70КШ с новым оборудованием одесского завода «Телекарт-Прибор». О разработке было объявлено в 2019 году, опытный образец прошёл испытания в подразделении морской пехоты и был официально принят на вооружение приказом министерства обороны Украины № 91 от 12 марта 2020 года[18]
- УДС-70 — учебно-действующий стенд производства ГП «Николаевский бронетанковый завод».
- КМ-70 (БТР-МК) — белорусская командная машина на базе БТР-70М производства «Минотор-сервис». Башня демонтирована, установлены две радиостанции Р-130М и Р-123М, навигационная аппаратура. Экипаж 6 человек.
- МТП-70 (МТП-К) — белорусская машина технической помощи, на базе БТР-70М, производства «Минотор-сервис». Вооружена 7,62-мм пулеметом ПКТ. Оснащена тяговой лебедкой, грузоподъемным устройством грузоподъемностью 1,5 тонны, электросварочным оборудованием. Экипаж 4 человека.

## Операторы

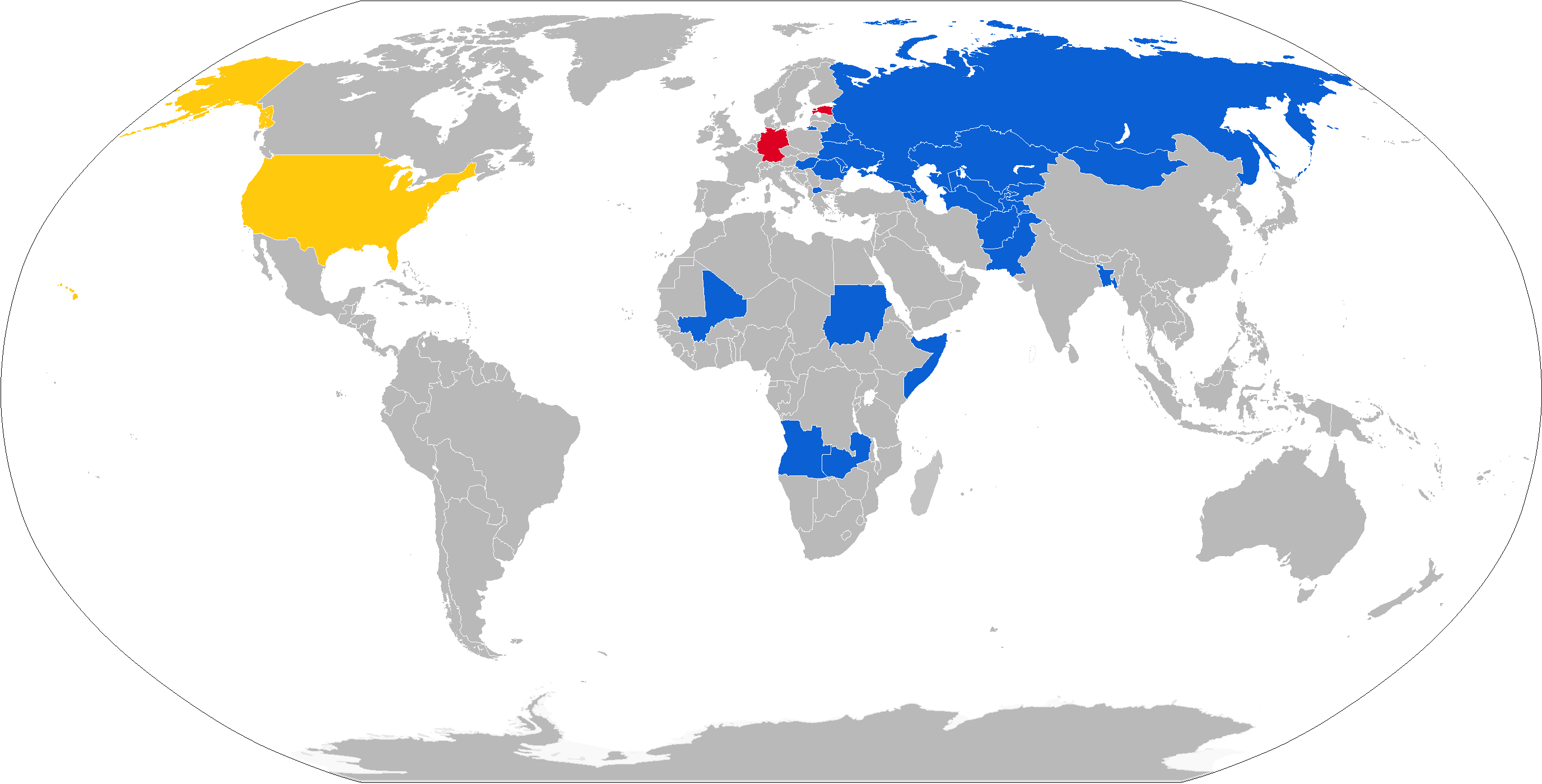
Карта операторов БТР-70

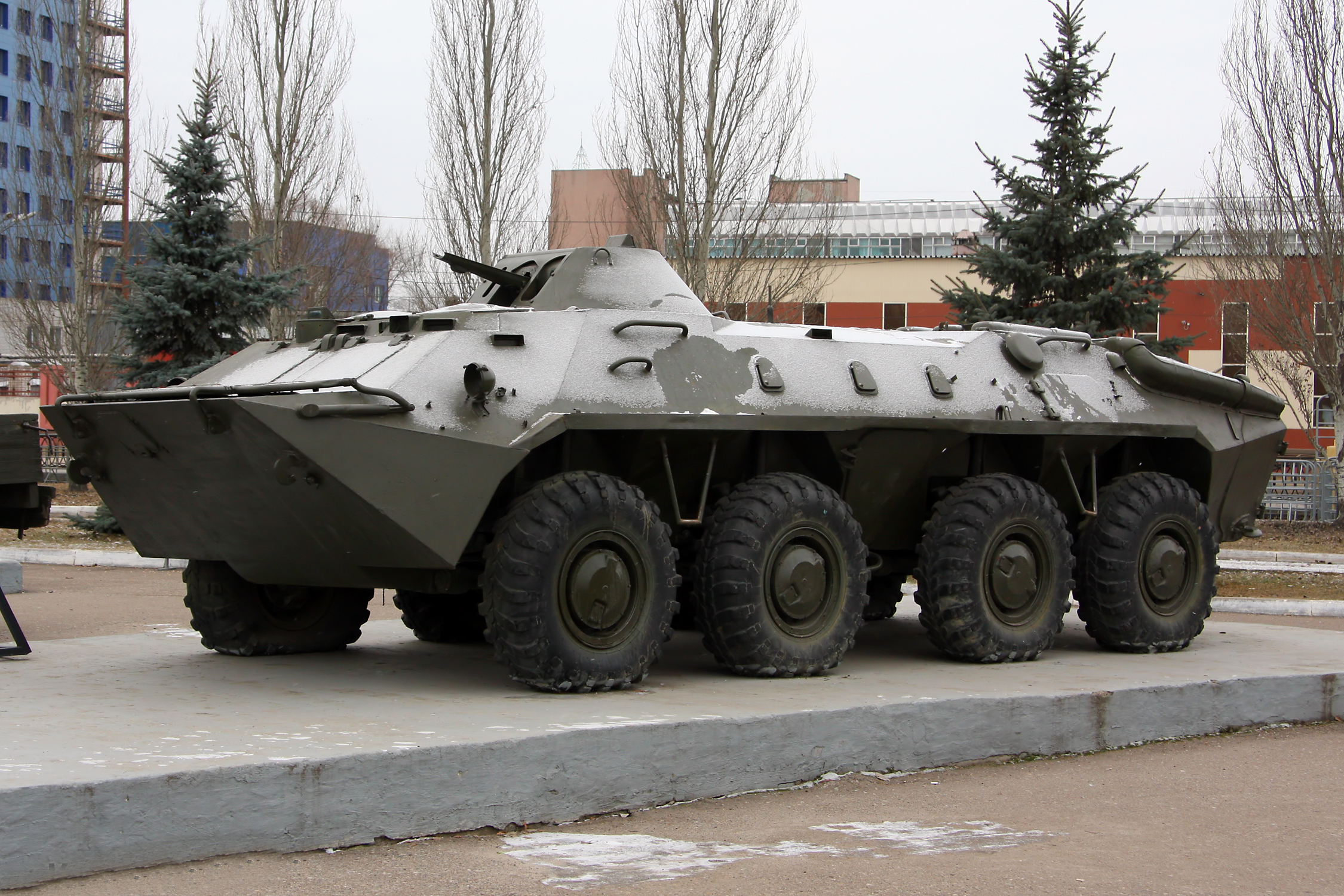
БТР-70 слева-спереди. Казань. 2009

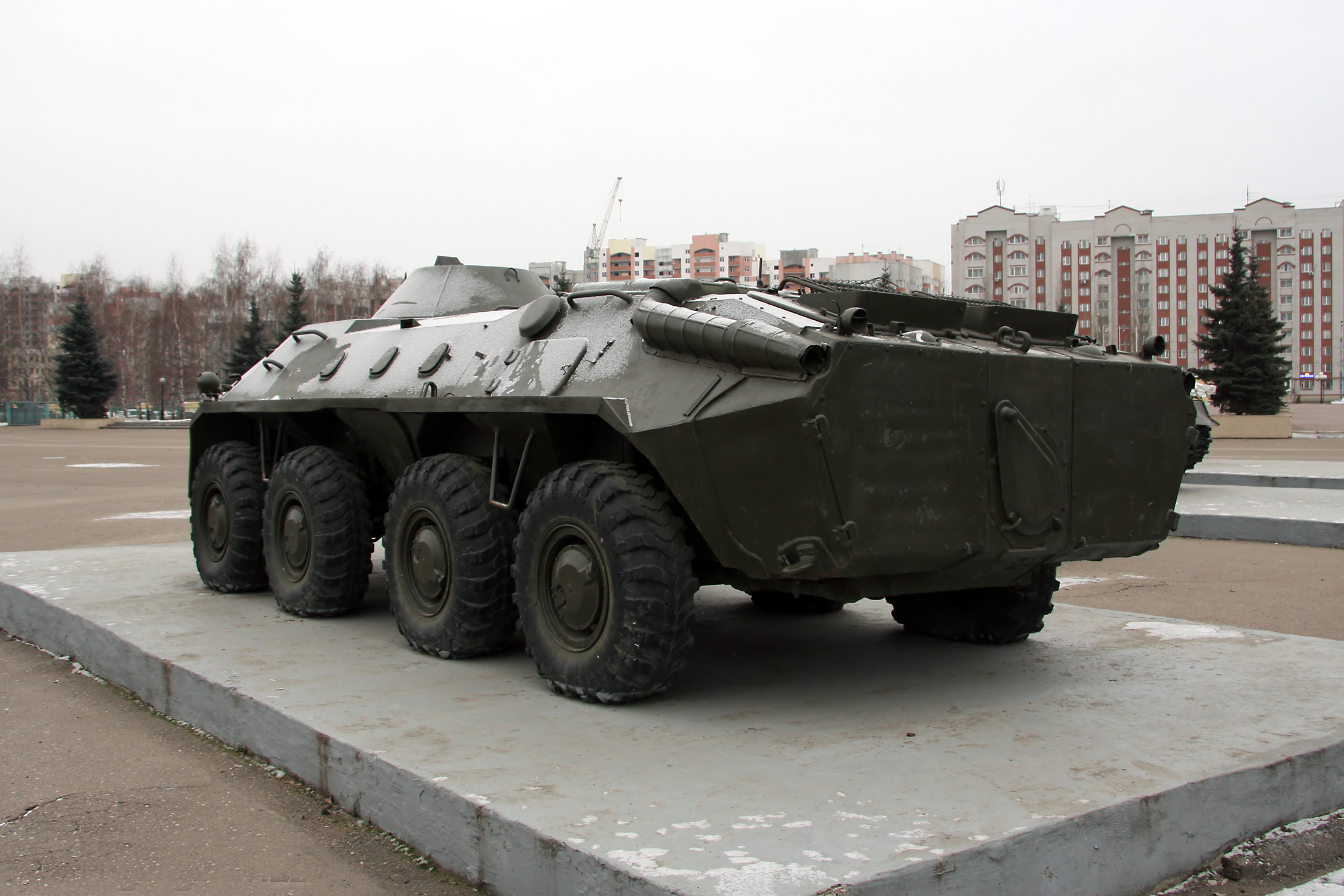
БТР-70 сзади-слева. Казань. 2009

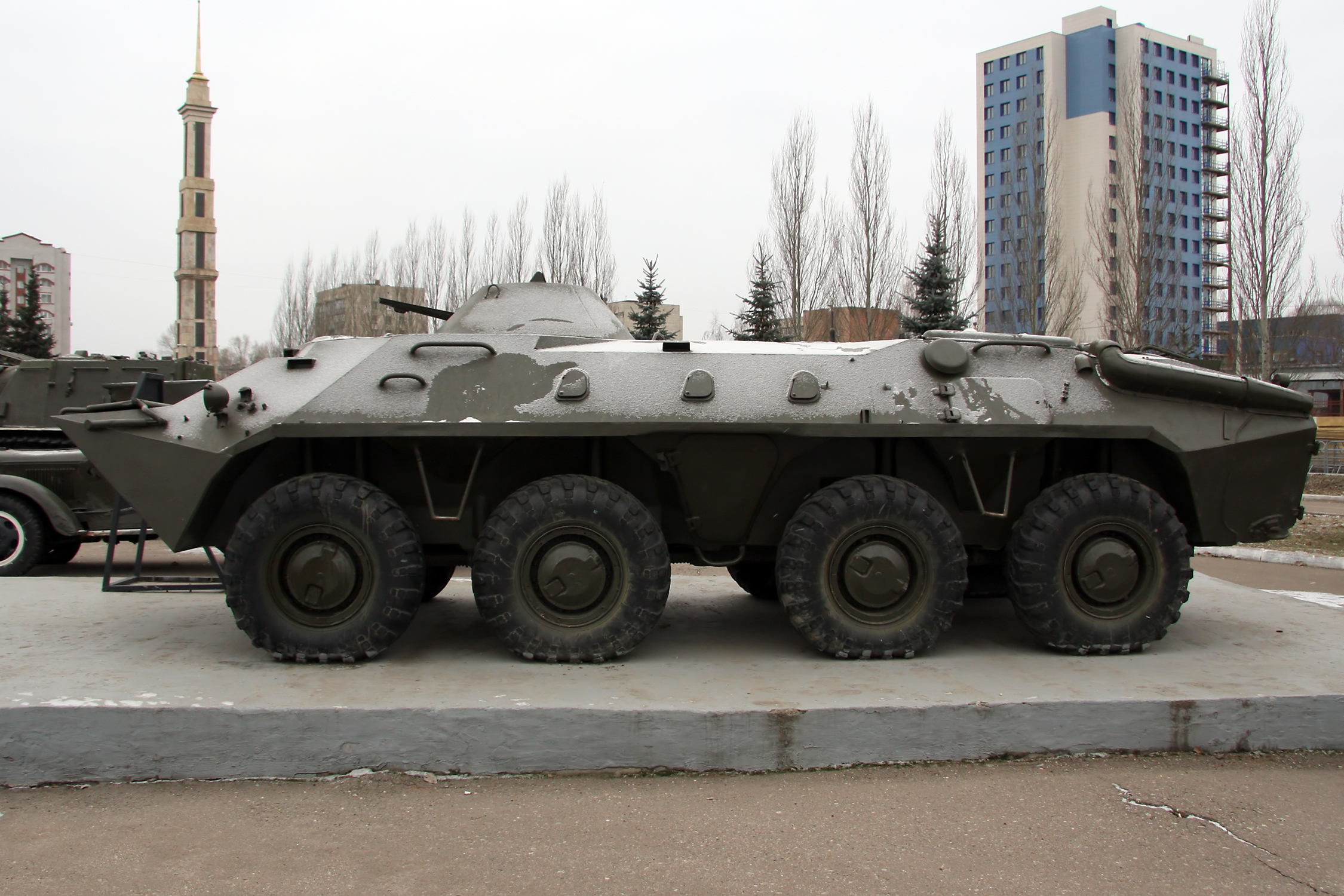
БТР-70 слева в Парке Победы. Казань. 2009

### Современные
- Азербайджан:
  - Армия Азербайджана — 132 БТР-70 на вооружении, по состоянию на 2024 год[19]
  - Пограничные войска Азербайджана — 19 БТР-60/-70/-80 на вооружении, по состоянию на 2024[20]
  - Внутренние войска МВД Азербайджана — 7 БТР-60/-70/-80 на вооружении, по состоянию на 2024 год[20]
- Армения:
  - Армия Армении — 18 БТР-70 на вооружении, по состоянию на 2024 год[21]
  - МВД Армении — 24 БТР-152/-60/-70 на вооружении, по состоянию на 2024[22]
  - Пограничная охрана Армении — 18 БТР-70 на вооружении, по состоянию на 2024 год[22]
- Беларусь — около 64 БТР-70М1 на вооружении, по состоянию на 2024 год[23]
- Гана — 20 БТР-70 на вооружении, по состоянию на 2024 год[24]
- Грузия — 25 БТР-70 на вооружении, по состоянию на 2024 год[25]
- Замбия — 20 БТР-70 на вооружении, по состоянию на 2024 год[26]
- Кот-д’Ивуар — 3 БТР-70МВ на вооружении, по состоянию на 2024 год[27]
- Кыргызстан — 25 БТР-70 и 20 БТР-70М на вооружении, по состоянию на 2024 год[28]
- Северная Македония — 56 БТР-70 по состоянию на 2024 год[29]
- Мали — 11 БТР-70 на вооружении, по состоянию на 2024 год[30]
- Мексика — 26 APC-70 (БТР-70) на вооружении, по состоянию на 2024 год[31]
- Монголия — 40 БТР-70М на вооружении, по состоянию на 2024 год[32]
- Никарагуа — не менее 4 БТР-70М на вооружении, по состоянию на 2024 год[33]
- Пакистан — 120 БТР-70/-80 на вооружении, по состоянию на 2024 год[34]
- Россия: — 200 БТР-70 (всех модификаций) на вооружении и 1300 единиц БТР-60/-70 на хранении по состоянию на 2024[35]
- Судан — некоторое количество БТР-70М на вооружении, по состоянию на 2024 год[36]
- Таджикистан — 23 БТР-60/-70/-80 на вооружении, по состоянию на 2024 год[37]
- Туркменистан — 300 БТР-70 на вооружении, по состоянию на 2024 год[38]
- Узбекистан — 25 БТР-70 на вооружении, по состоянию на 2024 год[39]
- Украина — 130 БТР-60/-70/-80 на вооружении по состоянию на 2024[40]

### Бывшие операторы
- Афганистан — некоторое количество БТР-70, по состоянию на 2010 год[41]
- Баасистская Сирия — некоторое количество БТР-70, по состоянию на 2024 год[42]. 1000 БТР-50/-60/-70, по состоянию на 2012 год[43]
- Босния и Герцеговина — 3 БТР-70, по состоянию на 2010 год[44]
- Венгрия — 309 БТР-70[45][неавторитетный источник]
- ГДР — 1266 единиц БТР-70 поставлены из СССР в период с 1983 по 1990 годы, использовались под обозначением SPW-70[46]
- Государство Палестина — 50 БТР-70 со снятым вооружением поставлено в 2010 году из России в качестве гуманитарной помощи[46]
- Казахстан — 190 БТР-70 и БТР-80, по состоянию на 2012 год[47], по другим данным 45 БТР-70[45][неавторитетный источник]
- Куба — 6 БТР-70М, по состоянию на 2016 год[48]. Нет на вооружении по состоянию на 2024 год[49].
- Молдова — 20 БТР-70[45][неавторитетный источник]
- Непал — 135 БТР-70[45][неавторитетный источник]
- Румыния — производится по лицензии под обозначением TAB-77, в период с 1978 по 1991 годы произведено 159 единиц, после распада СССР производство продолжено под лицензией РФ[46], по состоянию на 2012 год Румыния имеет 150 TAB-77[50]
- СССР — перешли к образовавшимся после распада государствам
- Судан — 10 БТР-70М Кобра поставлены в 2007 году из Белоруссии[46][51]
- США — 7 единиц БТР-70 поставлены из ФРГ (5 БТР-70 в 1991 году, ещё 2 в 1993 году)[46]
- Республика Абхазия — 86 БТР-70 и БТР-80, по состоянию на 2007 год[52][неавторитетный источник]
- Южная Осетия — 90 БТР-70 и БТР-80 в МЧСиО, по состоянию на 2008 год[53]

## Служба и боевое применение
1. Афганская война (1979—1989)[54]
2. Вооружённый конфликт в Приднестровье — 10 бронетранспортёров БТР-70 молдавской армии были захвачены в качестве трофея Приднестровскими вооружёнными силами в мае 1992 года в боях[55].
3. Грузино-абхазский конфликт
4. Россия, Чечня — Чеченские войны (1994—1996, 1999—2002)
5. Грузино-южноосетинский конфликт[56]
6. Югославские войны[57]
7. Единственное государство из блока НАТО, которое приобрело и использовало БТР-60ПБ в боевых условиях — Турция. После объединения Германии власти Турции закупили БТР-60ПБ и БТР-70 из арсеналов расформированной ННА ГДР и использовали их в боевых действиях против курдских повстанцев. На основании положительных оценок данных турецкими военными в 1996 году Турция закупила у России большую партию БТР-80.[58]
8. Вооружённый конфликт на востоке Украины (2014 — настоящее время).